# Valentīna Freimane
Valentīna Freimane z domu Lēvenštein (ur. 18 lutego 1922 w Rydze, zm. 16 lutego 2018 w Berlinie) – łotewska doktor nauk historycznych, pisarka, krytyk teatralny i filmowy, popularyzatorka historii kina.

## Życiorys
Valentīna Freimane urodziła się 18 lutego 1922 r. w Rydze. Jej ojciec Leopold Lēvenštein, o pochodzeniu żydowskim, był adwokatem. Pracował dla niemieckiej firmy filmowej UFA i często podróżował. Jako dziecko Valentīna mieszkała w Rydze, Paryżu i Berlinie. Po dojściu Hitlera do władzy w 1935 roku wrócili do Rygi. Większość rodziny straciła w wyniku holocaustu.
W czerwcu 1941 roku poślubiła Dietricha Feinmana, studenta medycyny. W czasie okupacji niemieckiej doszło do szeregu aresztowań, dlatego wraz z mężem musiała się ukrywać. Przez jakiś czas przebywali w mieszkaniu dziennikarza Paula Schiemanna. Większość jej rodziny zginęła z rąk Niemców. Po II wojnie światowej ukończyła studia na wydziale historii Uniwersytetu Łotewskiego. W latach 1962–1965 studiowała w Państwowym Instytucie Sztuki Teatralnej w Moskwie.
W latach 1950–1963 pracowała w instytucjach edukacyjnych w Lipawie oraz w redakcji gazety „Komunists”, następnie w latach 1963–1968 w redakcji Komitetu Radia i Telewizji ds. Programów Dramatycznych Radia w Rydze. W latach 1968–1980 była zatrudniona jako pracownik naukowy w Instytucie Języka i Literatury Łotewskiej Akademii Nauk. Jednocześnie do 1989 roku była wykładowcą historii teatru na wydziale teatralnym w Łotewskim Konserwatorium Państwowym.
Valentīna Freimane była założycielką Łotewskiego Stowarzyszenia Teatralnego i Związku Operatorów Filmowych. Uczestniczyła aktywnie w organizacji międzynarodowego festiwalu filmowego Arsenāls, który odbywał się co dwa lata w Rydze od 1988 do 2012 roku. Brała udział w wielu międzynarodowych wydarzeniach kulturalnych, w 1990 roku wygłosiła wykład o historii aktorstwa w Instytucie Studiów Teatralnych Wolnego Uniwersytetu w Berlinie, prowadziła też kurs „Aktor na scenie i przed kamerą”. Była członkiem Międzynarodowej Federacji Krytyków Filmowych FIPRESCI. W 1994 roku otrzymała nagrodę od Muzeum Filmu w Rydze za całokształt wkładu w edukację filmową na Łotwie.
Książki i inne prace naukowe poświęcone były głównie sztuce filmowej. Zwracała szczególną uwagę na kwestie teoretyczne, zjawiska historyczne i narodowe oraz ważne postacie w sztuce filmowe i teatralnej. Jej prace naukowe i recenzje są często cytowane i przywoływane przez wybitne postacie łotewskiej kultury i przemysłu filmowego. Książka Freimane Ardievu, Atlantīda! wydana w 2010 roku, została przetłumaczona na język niemiecki przez Matthiasa Knolla i wydana w Niemczech przez wydawnictwo Wallstein Verlag. Historia życia została zaadaptowana do opery Valentīna, z muzyką Arturs Maskats i librettem Liāny Langa. Premiera odbyła się w 2014 roku w łotewskiej Operze Narodowej, została też wystawiona w Deutsche Oper Berlin.

## Wybrane dzieła
- Liepājas teatra 50 gadi, 1958
- Personības un parādības: ārzemju teātri un kino, 1986
- Ardievu, Atlantīda!, 2010